# Гладыш (растение)
Гладыш, или лазерпициум (лат. Laserpitium) — род травянистых растений семейства зонтичные (Apiaceae), встречается в умеренном поясе Старого Света.
Другие названия — дикая морковь, морковник, копер.

## Биологическое описание

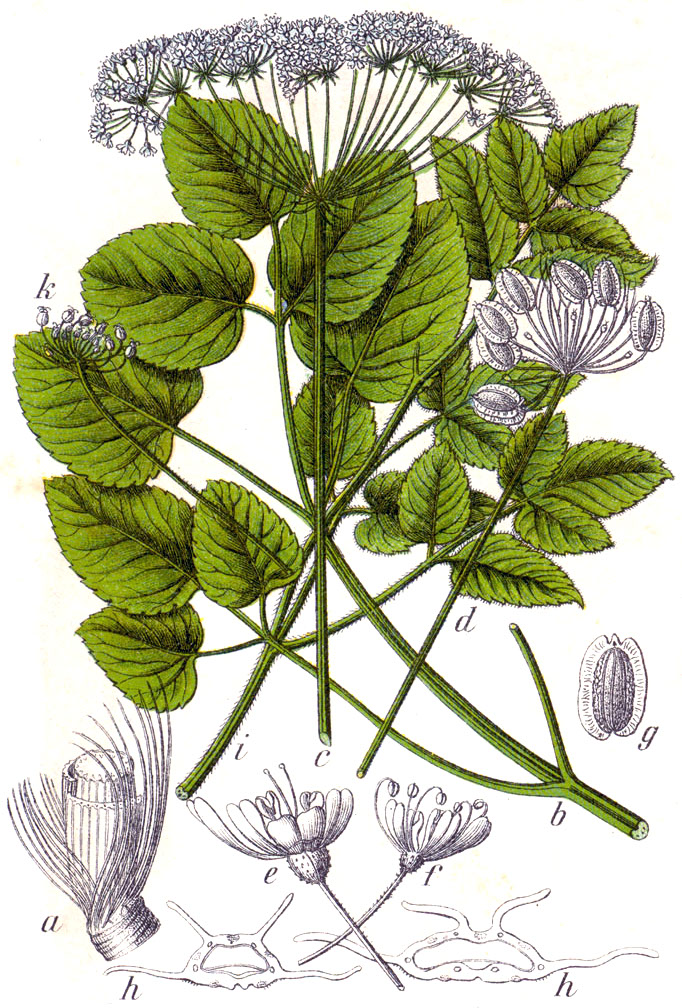
Гладыш широколистный. Ботаническая иллюстрация Якоба Штурма из книги «Deutschlands Flora in Abbildungen» (1796).

Многолетнее, редко двулетнее травянистое растение.
Стебель голый или опушённый.
Листья дваждытройчатые или дваждыперистые, с обёрткой.
Цветки обоеполые, редко раздельные, собраны в широкие зонтики. Зубцы чашечки заметные, яйце- или шиловидные. Лепестки белые, красноватые или светло-жёлтые, обратносердцевидные, при основании сразу суженные в короткий черешок, на верхушке выемчатые и с загнутой внутрь долькой.
Плод эллиптический или продолговатый, с крыловидными рёбрами.

## Распространение и экология
Произрастают в умеренном поясе Старого Света, от Канарских островов до Ирана и Сибири, но главным образом в Средиземноморье.
Теплолюбивое и светолюбивое растение.
Предпочитает известковые почвы.

## Химический состав растительного сырья
Плоды некоторых видов содержат 1,5—3 % эфирного масла (основной компонент — гераниол), используемого в парфюмерной и пищевой промышленности.

## Применение
В Швейцарии корень альпийского вида Гладыш шершавый (Laserpitium siler L.) используют как пряность.
Гладыш щетинистоволосистый (Laserpitium hispidum Bieb.) используется для получения эфирного масла.

## Классификация

### Таксономическое положение
Гладыш входит в семейство Зонтичные (Apiaceae) порядка Зонтикоцветные (Apiales).
|  |                                      |  |                                                             |                                                             |                     |  | ещё 8 семейств (согласно Системе APG II), в том числе Аралиевые, Смолосемянниковые |                     |                     |                 |
|  |                                      |  |                                                             |                                                             |                     |  |                                                                                    |                     |                     | около 130 видов |
|  |                                      |  |                                                             | порядок Зонтикоцветные                                      |                     |  |                                                                                    |                     | род Гладыш          |                 |
|  |                                      |  |                                                             | порядок Зонтикоцветные                                      |                     |  |                                                                                    |                     | род Гладыш          |                 |
|  | отдел Цветковые, или Покрытосеменные |  |                                                             |                                                             | семейство Зонтичные |  |                                                                                    |                     |                     |                 |
|  | отдел Цветковые, или Покрытосеменные |  |                                                             |                                                             |                     |  |                                                                                    |                     |                     |                 |
|  |                                      |  | ещё 44 порядка цветковых растений (согласно Системе APG II) | ещё 44 порядка цветковых растений (согласно Системе APG II) |                     |  |                                                                                    | ещё около 300 родов | ещё около 300 родов |                 |
|  |                                      |  |                                                             | ещё 44 порядка цветковых растений (согласно Системе APG II) |                     |  |                                                                                    |                     | ещё около 300 родов |                 |

### Виды
По информации базы данных The Plant List, род включает 14 видов:
- Laserpitium archangelica Wulfen
- Laserpitium emilianum Emb.
- Laserpitium gallicum L.
- Laserpitium halleri Crantz
- Laserpitium hispidum M.Bieb. — Гладыш щетинистоволосистый, или Гладыш волосистый
- Laserpitium krapffii Crantz
- Laserpitium latifolium L. — Гладыш широколистный
- Laserpitium longiradium Boiss.
- Laserpitium nestleri Soy.-Will.
- Laserpitium nitidum Zanted.
- Laserpitium peucedanoides L.
- Laserpitium prutenicum L. — Гладыш прусский
- Laserpitium pseudomeum Orph., Heldr. & Sart.
- Laserpitium siler L. — Гладыш шершавый

| |  |  |  |
| Слева направо: Диаграмма цветка Гладыша шершавого. Соцветие Гладыша Галлера. Нижняя часть соцветия Laserpitium prutenicum. Листья Гладыша широколистного. |  |  |  |